# Bäherden
Bäherden es una localidad de Turkmenistán, en la provincia de Ahal.
Se encuentra a una altitud de 78 m sobre el nivel del mar. 

## Demografía
Según estimación 2010 contaba con una población de 25.065 habitantes.